# Ornithodoros erraticus
Ornithodoros erraticus (sinonim Ornithodorus erraticus) este o căpușă moale din familia Argasidae. Masculul măsoară 3-4 mm pe 2-2,5 mm, iar  femela 4-6 mm pe 3-4 mm. Este lipsită de ochi. Corpul său se efilează anterior.  Este răspândită în sudul Europei (Portugalia, Spania, Grecia, Italia, Cipru), nordul Africii (Algeria, Egipt, Tunisia, Maroc) și Orientul Mijlociu (Siria, Irak, Iran). Trăiește ascunsă în crăpăturile vizuinele sau sub pietrele unde se odihnesc gazdele lor. În cea mai mare parte a arealului său această căpușă este găsită în galeriile rozătoarelor, dar poate fi găsită în pereții de piatră sau chirpici ale cotețelor porcilor. Parazitează rozătoarele, porcii, bovinele, ovinele și omul. Femelele sug sânge cu lăcomie și depun, după fiecare sugere de sânge, grămezi de câte 120 de ouă. În ouă se dezvoltă larva hexapodă, care năpârlește pe loc dând naștere nimfei octopode, care continuă să treacă prin năpârliri repetate până ajunge la stadiul de adult. Înțepătura acestei căpușe e foarte dureroasă. Ea transmite omului bacteriile Borrelia hispanica, Borrelia microti, Borrelia crocidurae, agenți patogeni ai febrei recurente de căpușe și este vectorul virusului pestei porcine africane (Asfivirus), care poate cauza o boală hemoragică severă (pesta porcină africană) la porcii domestici și mistreți. Ornithodorus erraticus este de asemenea vectorul pentru virusul Qalyub și protozoarul Babesia meri.